# Kadarakoppa, Badami
Kadarakoppa là một làng thuộc tehsil Badami, huyện Bagalkot, bang Karnataka, Ấn Độ.